# Пелехін Павло Петрович
Павло Петрович Пелехін (* 1842, Санкт-Петербург — † 1917, Санкт-Петербург) — український, російський вчений, хірург, автор близько 30 праць з питань хірургії, зокрема про лікування ран, резекцію суглобів, оваріотомію, піонер антисептики в Росії.

## Меценатство
У 1899 році Пелехин передав Науковому товариству імені Шевченка у Львові значні грошові кошти (90 000 австрійських крон) на фонд будівництва майбутнього медичного факультету Українського Університету та для підготовки професури для нього. За ці кошти НТШ придбало будинок на вул. Чарнецького (нині — вулиця Винниченка). Гроші «на науковий розвиток українського народу» заповідав синові його батько Петро Пелехін.

## Родина
Син — Ігор Павлович Пелехін (1869—1937). Після Жовтневого перевороту проживав в Ленінграді. Заарештований 31 березня 1937 року. Особливою трійкою УНКВС ЛО 25 грудня 1937 року засуджений за статтею 58-10-11 КК РРФСР до вищої міри покарання. Розстріляний у Ленінграді 28 грудня 1937 року